# Uperoleia arenicola
Espèce
Statut de conservation UICN

 DD  : Données insuffisantes
Uperoleia arenicola est une espèce d'amphibiens de la famille des Myobatrachidae.

## Répartition
Cette espèce est endémique du Nord-Ouest du Territoire du Nord en Australie. Elle se rencontre dans l'ouest de la Terre d'Arnhem,.

## Publication originale
- Tyler, Davies & Martin, 1981 : Australian frogs of the leptodactylid genus Uperoleia Gray. Australian Journal of Zoology, Supplemental Series, vol. 29, no 79, p. 1-64.